# Aciduria malonică și metilmalonică combinată
Aciduria malonică și metilmalonică combinată (în engleză: Combined malonic and methylmalonic aciduria, CMAMMA), numită de asemenea și acidemie malonică și metilmalonică combinată este o boală metabolică moștenită, caracterizată prin niveluri crescute de acid malonic și acid metilmalonic. Cu toate acestea, nivelurile de acid metilmalonic le depășesc pe cele de acid malonic. CMAMMA nu este doar o acidurie organică, ci și un defect al sintezei mitocondriale a acizilor grași (mtFASII). Unii cercetători au emis ipoteza că CMAMMA ar putea fi una dintre cele mai comune forme de acidemie metilmalonică și posibil, una dintre cele mai frecvente erori înnăscute ale metabolismului. Datorită faptului că este foarte rar diagnosticată, de cele mai multe ori rămâne nedetectată. 

## Simptome și semne
CMAMMA prezintă fenotipuri clinice foarte heterogene, care variază de la forme asimptomatice, la forme ușoare si chiar severe. Fiziopatologia ce stă la baza bolii nu este încă înțeleasă. Următoarele simptome sunt raportate în literatură:
- acidoză metabolică [4][9][10]
- comă [6][5]
- hipoglicemie [6][4][5]
- convulsii [6][4][9][10]
- boli gastrointestinale [9][10]
- întârziere în dezvoltare [6][9][10]
- întârziere de vorbire [3][6][8]
- eșec în dezvoltare corectă [6]
- boli psihiatrice [6]
- probleme de memorie [6]
- declin cognitiv [6]
- encefalopatie [8]
- cardiomiopatie [4][9][10]
- caracteristici dismorfice [9][10]

Primele simptome care apar în copilărie sunt mai degrabă tulburări de metabolism intermediar, în timp ce la adulți cele mai frecvente simptome sunt neurologice.

## Cauze
CMAMMA este o tulburare metabolică înnăscută, autosomal-recesivă, care rezultă dintr-o deficiență a enzimei mitocondriale Acyl-CoA synthetase family member 3 (ACSF3). Gena ACSF3 este localizată pe cromozomul 16 locus q24.3 și constă din 11 exoni și codifică o proteină de 576 aminoacizi. CMAMMA poate fi cauzată de variante de mutații homozigote sau heterozigote compuse în gena ACSF3. Pe baza frecvenței alelelor minore (MAF), se poate prezice o prevalență de ~ 1: 30 000 pentru CMAMMA.

## Patofiziologie
ACSF3 codifică o acil-CoA sintetază, care este localizată în mitocondrii și are o specificitate ridicată pentru acidul malonic și acidul metilmalonic. Este responsabilă ca malonil-CoA sintetază pentru conversia acidului malonic în malonil-CoA și ca metilmalonil-CoA sintetază pentru conversia acidului metilmalonic în metilmalonil-CoA.

Prezentare schematică a patofiziologiei CMAMMA

### Defect al sintezei mitocondriale a acizilor grași (mtFASII)
ACSF3, în funcția sa de malonil-CoA sintetază, catalizează conversia acidului malonic în malonil-CoA, care este primul pas al căii mitocondriale de sinteză a acizilor grași (mtFASII). MtFASII - a nu se confunda cu mai cunoscuta sinteză a acizilor grași (FASI) din citoplasmă - joacă un rol important în reglarea metabolismului energetic și în procesele de semnalizare mediate de lipide.
Deficitul de ACSF3 în CMAMMA duce la o acumulare de acid malonic și la un deficit mitocondrial de malonil-CoA. În timp ce acidul malonic inhibă în mod competitiv complexul II și are un efect citotoxic, deficitul de substrat malonil-CoA duce la rândul său la o malonilare redusă a proteinelor mitocondriale, care afectează activitatea enzimelor metabolice și alterează metabolismul celular. Cu toate acestea, cererea de malonil-CoA poate fi încă acoperită parțial prin enzima mtACC1, o izoformă mitocondrială a acetil-CoA carboxilazei 1 (ACC1), ceea ce explică fenotipul clinic larg al CMAMMA. Deficiențele de intermediari pot fi continuate la principalul produs mtFASII, octanoil-ACP, care este necesar ca substrat de pornire pentru biosinteza acidului lipoic, pentru asamblarea complexelor de fosforilare oxidativă și ca substrat endogen pentru β-oxidare. Complexe multienzimatice mitocondriale importante, cum ar fi cele din metabolismul energetic, complexul piruvat-dehidrogenază (PDHC), complexul α-cetoglutarat-dehidrogenază (α-KGDHC) și din metabolismul aminoacizilor, complexul alfa-ceto acid dehidrogenazei cu lanț ramificat (BCKDHC), complexul oxoadipat dehidrogenazei (OADHC) și sistemul de clivare a glicinei (GCS), depind de acidul lipoic ca cofactor covalent pentru funcționalitatea lor. În consecință, lipoilarea redusă a complexului piruvat dehidrogenază și a complexului α-cetoglutarat dehidrogenază duce la un flux glicolitic redus, măsurat în glicoliză și capacitatea glicolitică. Pentru a compensa probabil cererea de energie a celulei, ar putea fi detectată o creștere a β-oxidării acizilor grași și o scădere a concentrației de aminoacizi care se alimentează anaplerotic în ciclul acidului citric, cum ar fi aspartatul, glutamina, izoleucina, treonina și leucina. Pe scurt, respirația mitocondrială redusă și fluxul glicolitic determină o flexibilitate mitocondrială afectată, cu o dependență mare de β-oxidarea acizilor grași și un consum crescut de aminoacizi anaplerotici.
Cu toate acestea, în ciuda cererii lor ridicate de energie, celulele neuronale nu sunt capabile să utilizeze eficient acizii grași pentru producerea de energie, cu excepția celulelor gliale și a neuronilor specializați din hipotalamus. Cu toate acestea, există o interacțiune metabolică strânsă între celulele gliale sub formă de astrocite și neuroni pentru a menține funcționalitatea celulară. Prin urmare, se speculează că CMAMMA duce, de asemenea, la o creștere a β-oxidării în celulele creierului, ceea ce duce la un risc crescut de hipoxie și stres oxidativ, care poate contribui la simptome neurologice pe termen lung.
În plus, există, de asemenea, modificări masive ale lipidelor complexe celulare, cum ar fi niveluri crescute de lipide bioactive, cum ar fi sfingomielinele și cardiolipinele, precum și triacilgliceridele, care sunt însoțite în plus de modificarea lungimii lanțului de acizi grași și de prezența speciilor cu lanț impar. În schimb, fosfatidilcolinele, fosfatidilglicerolii și ceramidele sunt reduse, acestea din urmă proporțional cu creșterea sfingomielinelor. În plus, există o încorporare semnificativ mai scăzută a malonatului în lipide, ceea ce indică faptul că ACSF3 este necesar pentru metabolismul malonatului.

### Defect de degradare a acidului metilmalonic (acidurie metilmalonică)

Rolul ACSF3 în metabolismul acidului metilmalonic

ACSF3, în funcția sa de metilmalonil-CoA sintetază, catalizează transformarea acidului metilmalonic în metilmalonil-CoA, astfel încât acesta să poată fi degradat prin ciclul acidului citric. 
Deficitul de ACSF3 în CMAMMA duce, prin urmare, la o degradare redusă și, în consecință, la o acumulare crescută de acid metilmalonic în lichidele și țesuturile organismului, cunoscută și sub denumirea de acidurie metilmalonică. Metilmalonil-CoA se formează din aminoacizii esențiali valină, treonină, metionină și izoleucină, din acizii grași cu lanț impar, din acidul propionic și din lanțul lateral al colesterolului și poate fi transformat în acid metilmalonic de către D-metilmalonil-CoA hidrolază chiar înainte de a ajunge în ciclul acidului citric prin partea succinil-CoA. 
Fermentația bacteriană din intestin este o sursă semnificativă din punct de vedere cantitativ de acid propionic, care este un precursor al acidului metilmalonic. Pe lângă aceasta, acidul propionic este, de asemenea, absorbit prin dietă, deoarece este prezent în mod natural în anumite alimente sau este adăugat ca conservant de către industria alimentară, în special în produsele de panificație și produsele lactate.
În plus, acidul metilmalonic se formează în timpul catabolismului timinei.
Cu toate acestea, esterazele intracelulare sunt, de asemenea, capabile să scindeze grupa metil a acidului metilmalonic și să genereze molecula părinte acid malonic.
In vitro, a putut fi stabilită o legătură între acidul metilmalonic liber și acidul malonic și neurotoxicitate.

## Diagnostic
Datorită unei varietăți de simptome clinice și în mare parte, din cauza omiterii prin programele de screening ale nou-născuților, CMAMMA se consideră a fi o afecțiune puțin recunoscută.

### Programe de screening pentru nou-născuți
Din cauza faptului că CMAMMA prin ACSF3 nu are ca rezultat acumularea de metilmalonil-CoA , malonil-CoA sau propionil-CoA și nici nu sunt observate anomalii în profilul acilcarnitinei, CMAMMA nu este detectată pe baza analizelor de sânge din cadrul  programelor standard de screening pentru nou-născuți.
Un caz special este provincia Quebec, care, pe lângă testul de sânge, testează și urina în a 21-a zi de la naștere prin Quebec Neonatal Blood and Urine Screening Program, deși este probabil că nu toate persoanele cu CMAMMA vor fi detectate.

### Laboratoare de rutină și biochimice
Prin calcularea raportului acid malonic/acid metilmalonic din plasmă, CMAMMA poate fi clar diferențiată de o acidemie metilmalonică clasică. Acest lucru este valabil atât pentru cei care au răspuns la vitamina B12, cât și pentru cei care nu au răspuns, în cadrul acidemiei metilmalonice. Pentru stabilirea acestui raport, nu este adecvată calcularea valorilor acidului malonic și a acidului metimalonic din urină.
În CMAMMA cauzată de ACSF3, nivelul acidului metimalonic îl depășește pe cel al acidului malonic. În schimb, opusul este valabil pentru CMAMMA prin deficit de malonil-CoA decarboxilază.

### Teste genetice moleculare
Diagnosticul final este confirmat prin teste genetice moleculare dacă se găsesc variante patogene biallelice în gena ACSF3. Există panouri multigenice specifice pentru acidemiile metilmalonice, dar genele particulare testate pot varia de la laborator la laborator și pot fi personalizate de clinician în funcție de fenotipul individual.
Screeningul extins al purtătorilor (ECS) în cursul tratamentului de fertilitate poate identifica, de asemenea, purtătorii de mutații în gena ACSF3.

## Cercetare
În 1984, CMAMMA datorată deficitului de malonil-CoA decarboxilază a fost descrisă pentru prima dată într-un studiu științific.  Au urmat alte studii privind această formă de CMAMMA până în 1994, când a fost descoperită o altă formă de CMAMMA cu activitate normală a malonil-CoA decarboxilazei. În 2011, cercetarea genetică prin secvențierea exomului a identificat gena ACSF3 drept cauză a CMAMMA cu malonil-CoA decarboxilază normală. Printr-un studiu publicat în 2016, calcularea raportului acid malonic/acid metilmalonic din plasmă a prezentat o nouă posibilitate de diagnosticare rapidă, metabolică a CMAMMA.
Quebec Neonatal Blood and Urine Screening Program face ca provincia Quebec să fie interesantă pentru cercetarea CMAMMA, deoarece reprezintă singura cohortă de pacienți din lume fără părtinire de selecție. Între 1975 și 2010, aproximativ 2 695 000 de nou-născuți au fost astfel depistați, cu 3 detecții ale CMAMMA. Cu toate acestea, pe baza acestei rate de detecție mai mică față de rata prezisă de frecvențele heterozigote, este probabil ca nu toți nou-născuții cu acest fenotip biochimic să fi fost detectați de programul de screening. Un studiu din 2019 a identificat apoi până la 25 de pacienți cu CMAMMA în provincia Quebec. Toți, cu excepția unuia, au ajuns în atenția clinicii prin intermediul programului provincial de screening neonatal al urinei, 20 dintre ei direct și 4 după diagnosticarea unui frate mai mare.

## Seria fenotipică
Următoarele boli au, de asemenea, niveluri biochimice crescute de acid malonic și acid metilmalonic:
- acidurie malonică[25]
- tulburare de dezvoltare intelectuală autosomal recesivă 69[25]

## Linkuri externe
- Combined malonic and methylmalonic acidemia la Orphanet
- Combined malonic and methylmalonic aciduria la OMIM
- Combined malonic and methylmalonic aciduria la PatientsLikeMe